# Васілісса Ольга (1870)

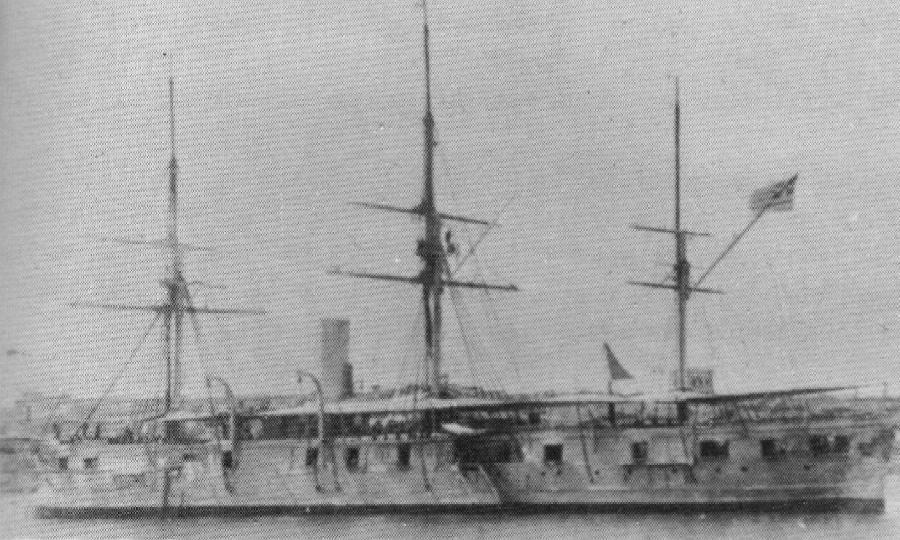
"Васілісса Ольга", фотографія близько 1900 року

«Васілісса Ольга» (грец. Βασίλισσα Όλγα) — грецький броненосець, названий на честь грецької королеви Ольги, що походила з династії Романових. Корабель входив до складу грецького флоту з 1869 по 1925 рік.
Корабель був замовлений грецьким урядом на верфі Stabilimento Tecnico Triestino, Австро-Угорщина і обійшовся в £210,000.  Причиною його придбання став той факт, що  Критське повстання 1866 року унаочнило наслідки відсутності сучасних бойових кораблів ув грецькому флоті. Продовжуючи термінологію візантійської епохи, на грецькому флоті корабель іменувався броненосним дромоном (грец. Θωρακοδρόμων — торакодромон).
Корпус корабля був дерев'яним. Через погану якість деревини впродовж всієї служби страждав від просочування забортної води.
У 1894 році корабель став навчальним для морських кадетів.
«Василисса Ольга» взяв участь у нетривалій і «дивній» греко-турецькій війні 1897 року в складі західної, Іонічної, флотилії, яка виконувала другорядні завдання.
У 1913 році «Василисса Ольга» був переобладнаний в госпітальне судно, і базувався в бухті Суда, острів Крит. У 1915 році корабель був виведений з бойового складу флоту і переобладнаний в житловий блокшив на базі грецького флоту в бухті Суда.
Корабель був списаний в 1925 році і розібраний на деревину.

## Пам'ять
- Есмінець «Василисса Ольга» увійшов у склад флоту 1938 року. Потоплений німецькою авіацією 26 вересня 1943 у бухте Лаккі, острів Лерос. При цьому загинули командир корабля, коммандер Георгіос Блессас, 6 офіцерів та 65 інших членів екіпажа.